# Харга
Ха́рга (масри الخارجة, al-Wāḥāt al-Ḫāriǧa «внешний»; копт. (ϯ)ⲟⲩⲁϩ `ⲛϩⲏⲃ, (ϯ)ⲟⲩⲁϩ `ⲙⲯⲟⲓ (Di)Wah Ēnhib, «оазис Хиб», (Di)Wah Ēmpsoy, «оазис Псоя») — оазис в Египте, административный центр губернаторства Новая Долина. Самый южный из оазисов Египта, расположен примерно в 200 км от долины Нила. «Харга» или «Эль-Харга» это также название крупного города, расположенного в оазисе. Оазис, который был известен древним египтянам как «Южный оазис», а римлянам как «Великий оазис», является крупнейшим из оазисов в Ливийской пустыне в Египте. Он находится во впадине длиной около 160 километров и шириной от 20 километров до 80 километров. Его население составляет 67 700 человек на 2012 год.

## Общий обзор
| k · n | T35 | m | t · niwt |

| k · n | T35 | m | t · niwt |

| Aa2 · t · Z1 | T14 | xAst · niwt | rsw | N21 · Z1 | b | xAst · niwt |

| Aa2 · t · Z1 | T14 | xAst · niwt | rsw | N21 · Z1 | b | xAst · niwt |

Харга — самый модернизированный из оазисов на западе Египта. Основной город Эль-Харга имеет современный облик, почти ничего не осталось от древней архитектуры. Хотя город и окружает оазис, впечатления оазиса он не производит, в отличие от всех других оазисов в этой части Египта. В оазисе, окружающем город Эль-Харга, широко произрастают пальмы, акации и зизифус настоящий. В этом регионе обитает множество представителей сохранившихся видов дикой природы.

## Климат
Система классификация климатов Кёппена классифицирует климат оазиса как климат пустынь (BWH). В оазисе Харга большую часть года царит экстремальное лето без осадков и тёплая зима с прохладными ночами.
| Показатель | Янв. | Фев. | Март | Апр. | Май  | Июнь | Июль | Авг. | Сен. | Окт. | Нояб. | Дек. | Год  |
| --- | ---- | ---- | ---- | ---- | ---- | ---- | ---- | ---- | ---- | ---- | ----- | ---- | ---- |
| Абсолютный максимум, °C | 34   | 35   | 39   | 45   | 47   | 48   | 45   | 47   | 43   | 43   | 37    | 32   | 48   |
| Средний максимум, °C | 22,1 | 24,7 | 28,8 | 34,5 | 38,2 | 40,2 | 39,9 | 39,5 | 37,1 | 33,9 | 28,1  | 23,5 | 32,5 |
| Средняя температура, °C | 14,0 | 16,1 | 20,4 | 26,1 | 30,3 | 32,6 | 32,8 | 32,0 | 29,0 | 26,3 | 20,3  | 15,5 | 24,6 |
| Средний минимум, °C | 5,6  | 7,1  | 11,3 | 16,7 | 21,5 | 24,2 | 24,4 | 23,2 | 22,3 | 18,5 | 12,5  | 7,4  | 16,2 |
| Абсолютный минимум, °C |      | 3    | 3    | 10   | 8    | 18   | 18   | 17   | 17   | 11   | 3     | 2    | 2    |
| Норма осадков, мм | 0    | 0    | 0    | 0    | 0    | 0    | 0    | 0    | 1    | 0    | 0     | 0    | 1    |
| Источник: World Climate (англ.). www.climate-charts.com. Дата обращения: 9 октября 2022., Weatherbase (англ.). www.weatherbase.com. Дата обращения: 9 октября 2022. |      |      |      |      |      |      |      |      |      |      |       |      |      |

## История

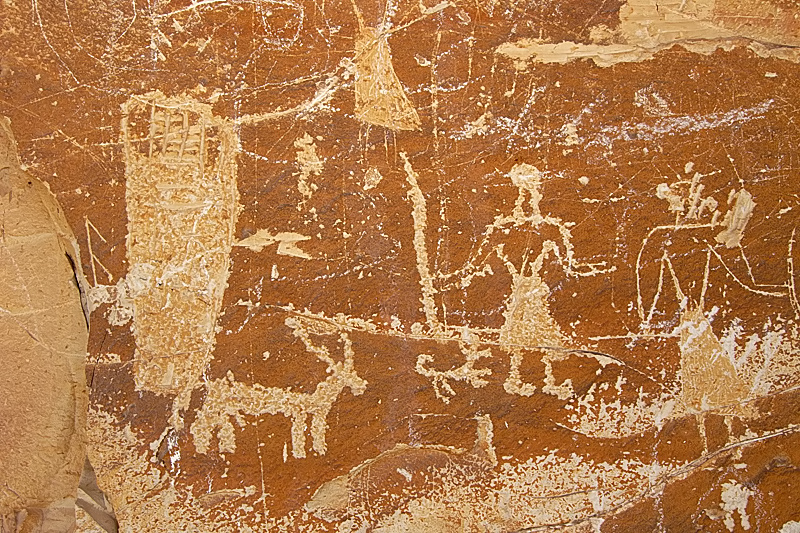
Доисторические наскальные рисунки в Джебель ат-Тайр

### Древность
Впадина, где находится оазис Харга, была заселена со времён палеолита, вероятно, не столько сам оазис, сколько горные склоны рядом. Климат значительно отличался от современного: чередующиеся в то время периоды засухи и влажности обеспечивали существование саванны с богатым количеством деревьев и животных. Наследие этих поселенцев, например, в источнике воды Айн-Умм-эд-Дабадиб, преимущественно состоит из кремнёвых инструментов. Инструменты были из разных культур, существовавших здесь. Первыми были homo erectus (времена палеолита, примерно за 1,5 миллиона — 150 000 лет до н. э.), вторыми были homo sapiens, примерно в период с 70 000 до 30 000 лет до н. э. Обе культуры жили как охотники и собиратели.
От 50 000 до 12 000 лет до н. э. был сухой период. Саванна превратилась в пустыню. Во времена неолита впадина снова была заселена, потому что в более глубоких местах снова было достаточно воды. С началом эпохи неолита помимо кремнёвых орудий появляются наскальные рисунки. Самые древние из них датируются периодом 4500 и 3000 годами до нашей эры. Изображались антилопы, газели, жирафы, козероги, страусы и охотники с луком и стрелами.

### Древний Египет до античности
До сих пор почти не было найдено памятников, которые, без сомнения, относятся к Древнему или Среднему царству. Это удивительно тем более, что Древний Египет торговал со своими соседями в современной Ливии и Судане. Используя осла как единственное известное в то время вьючное животное — верблюда завезли только во время персидской оккупации — вряд ли можно было проделать путь более 200 километров, по крайней мере, через три дня ослу понадобится вода. Все караваны, должно быть, проходили через Харгу или Дахлу. Косвенными признаками присутствия египтян во времена Древнего царства в оазисе, были мастабы-гробницы и дворец губернатора открытые здесь археологами, также в последние годы делаются и другие археологические находки.
Документы времён Среднего царства свидетельствуют о том, что в Сенке-Харге работали, по крайней мере, чиновники. Открытие поселения Умм-Муджаир показало, что в нём жило несколько тысяч человек и это было развитое торговое поселение. Было найдено множество хлебопекарен, которые и дали название поселению. Поселение, вероятно, было основано во времена Среднего царства и просуществовало до Нового царства.
В времена Нового царства южным оазисам Харга и Дахла снова стало уделяться больше внимания. Так, есть сообщения о поставках сельскохозяйственной и минеральной продукции из Харги в фиванские гробницы и Луксорский храм соответственно. Близость к Фивам и тот факт, что в Харге поклонялись тем же египетским богам, что и в Фивах, делают справедливым предположение, что первые святилища в Харге уже были построены при Новом царстве.

## Караванный путь Дарб-эль-Арбейн

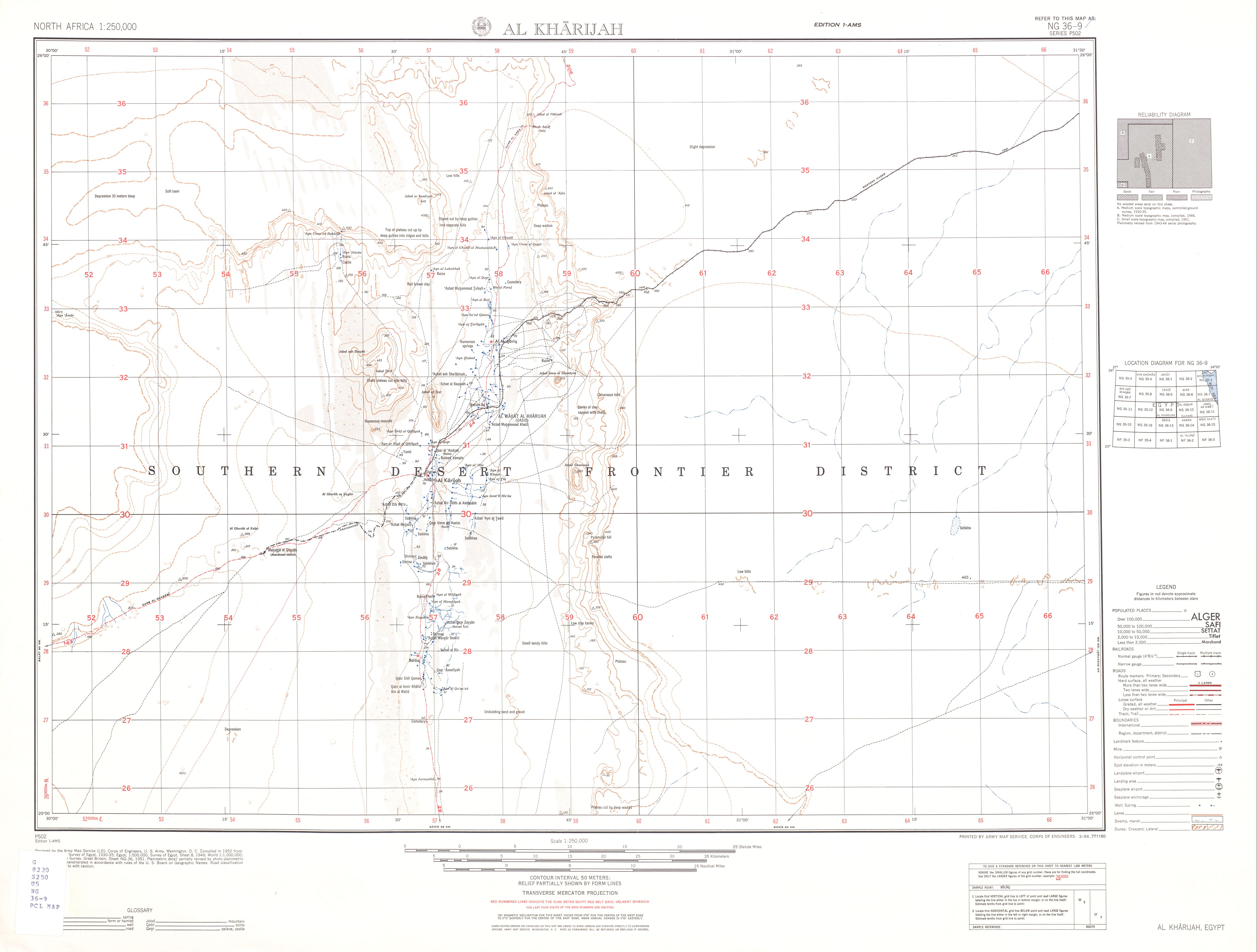
Кусок карты с изображением оазиса Харга

Оазис всегда находился на пересечении караванных путей, ведущих через Ливийскую пустыню. Об этом наглядно свидетельствует цепь из крепостей римского периода, которые были призваны защищать от налётов кочевников Дарб-эль-Арбейн («Путь сорока») — длинный караванный путь из Судана в страны Ближнего Востока. Путь проходил через Харгу на юге и Асьют на севере. Это был длинный караванный путь, проходивший с севера на юг между Средним Египтом и Суданом. Он использовался ещё в Древнем Египетском царстве для перевозки и торговли золотом, слоновой костью, специями, пшеницей, животными и растениями. Максимальная протяжённость Дарб-эль-Арбейна проходила к северу от Коббея в Дарфуре, в 40,23 километрах к северу от Эль-Фашира, проходила через пустыню, через Бир-Натрум и Вади-Ховар и заканчивалась в Египте.

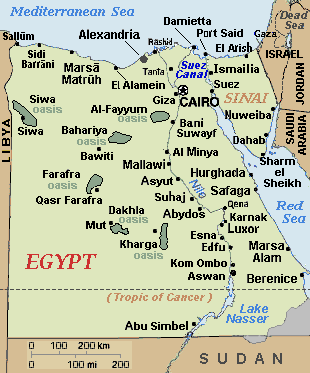
Оазис Ха́рга на карте Египта

Все оазисы всегда были перекрёстками караванных путей, сходящихся из бесплодной пустыни. В случае с Харгой это становится особенно очевидным благодаря наличию цепочки крепостей, построенных римлянами для защиты маршрута Дарб-эль-Арбейн. Форты различаются по размерам и функциям, некоторые из них являются просто небольшими аванпостами, некоторые охраняют крупные поселения в комплекте с земледелием. Некоторые из них были созданы там, где уже существовали более ранние поселения, в то время как другие, вероятно, появились с нуля. Все они построены из сырцового кирпича, но в некоторых также есть небольшие каменные храмы с надписями на стенах.
Описанный Геродотом как дорога, «пройденная … за сорок дней» к его времени этот маршрут уже стал важным сухопутным путём, облегчающим торговлю между Нубией и Египтом. Продолжительность путешествия является причиной того, что оно называется Дарб-эль-Арбейн, что означает «сорокадневный путь».
Римским императором Диоклетианом в начале III века для защиты приграничных римских территорий от кочевников на территорию нынешнего Судана были переселены из района оазиса Эль-Харга нобаты, которые основали там примерно в 400 году государство Нобатия со столицей в Пахорасе, образовавшееся в результате распада Мероитского царства.
После того, как Несторий был осуждён как еретик на Эфесском соборе 431 года, он был отстранён от должности патриарха Константинопольского и сослан в монастырь, расположенный в то время в «Великом оазисе Хибис» (Харга). Там он прожил всю оставшуюся жизнь. Монастырь подвергся нападению бандитов пустыни, и Несторий был ранен во время одного из таких набегов. Несторий, по—видимому, дожил там по меньшей мере до 450 года и написал «Базар Гераклида» — единственное из в полном объёме сохранившихся сочинений, имеющее важное значение для христиан-несториан, которые следуют его учению.
В составе каравана, направлявшегося в Дарфур, английский исследователь У. Г. Браун остановился на несколько дней в Харге, отправившись вместе с остальной группой 7 июня 1793 года. В то время в Харге находился гинди (турецкий всадник, совершающий выдающиеся подвиги), «принадлежащий Ибрагиму бею Эль-Кебиру, которому принадлежат эти деревни; и [этому должностному лицу] поручено управление тем, что относится к каравану во время его пребывания там».
В 1930 году археолог Гертруда Катон-Томпсон раскрыла палеолитическую историю Харги.

## Население
В своём дневнике Аль-Хадж Аль-Бари упомянул самые важные семьи, происходящие из христиан и римлян в оазисе Харга. Это семьи Аль-Джавия, Аль-Тавайя, Аль-Бахрама, Аль-Санадия, Аль-Азайза, Аль-Бадайра, Аль-Махбасия, Аль-Хосниех, Аль-Наима и Аль-Шарайра, а также нубийские семьи в деревне Барис. Есть также несколько берберских семей, которые считаются коренными жителями Харги, но сегодня большинство составляют арабы.
Возможно, наиболее важными из этих арабских семей, которые прибыли в оазис Харга с начала 300 года (по мусульманскому календарю), являются семьи Идрисов из Туниса или Ливии, семья Рекабия и семья Джевехера из Хиджаза, семья Шакавера и семья Аль-Радавана из Мекки, семья Аль-Шавами из Леванта, и есть семьи из египетских арабов, такие как Дабатия и Асавия из Асьюта или Сохага и Авлад-эль-Шейх «Скорее всего, это означает Каир», семья Ньярина из Каламуна в Дахле, семья Аль-Шаабна из Маллави, семья Аль-Авамир из племени Аль-Амайем и семья Аль-Алаунех из Аль-Алавии в дополнение к турецким семьям, таким как Аль-Дабашия, Аль-Тарака Аль-Харджа и семьи Баш, Какамкам, Аскари, Таннабур, Китас и Кашиф.

## Транспорт
Действует регулярное автобусное сообщение с другими оазисами провинции и другими городами Египта. В 1907 году узкоколейные линии оазиса обеспечивали движение поездов два раза в неделю. Железнодорожная ветка Харга — Кена (долина Нила) — город-порт Сафага (Красное море) функционирует с 1996 года.

## Археологические памятники

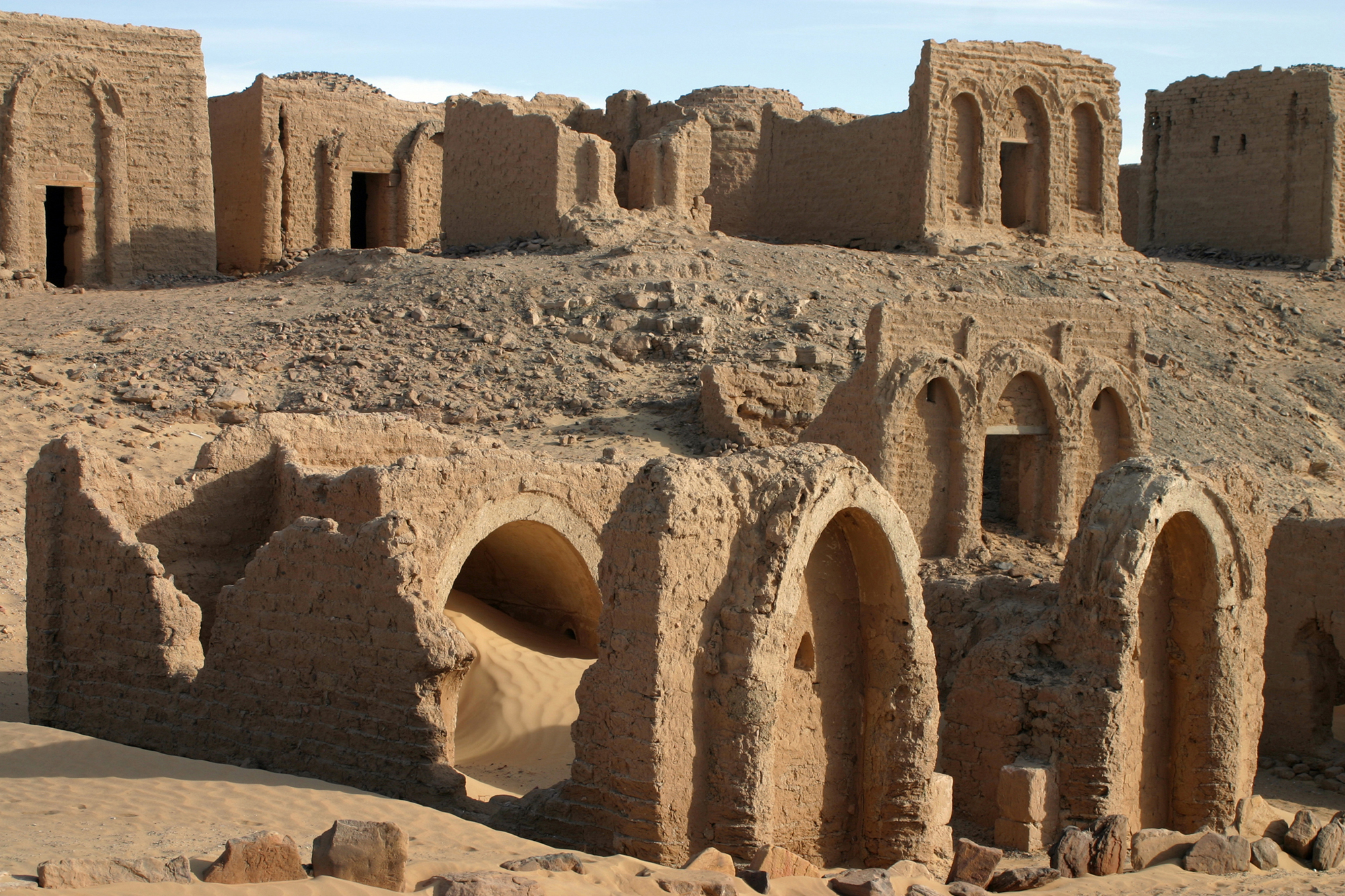
Христианское кладбище Эль-Багават в оазисе Харга.

Храм Хибис — это храм XXVI династии возведённый в 500 году до нашей эры по приказу Псамметиха II. Он расположен примерно в двух километрах к северу от современной Эль-Харги, в пальмовой роще. В самой южной части оазиса под названием Душ. В оазисе есть древнее христианское кладбище Эль-Багават, которое использовалось с III по VII век нашей эры. Это одно из самых ранних и наиболее хорошо сохранившихся христианских кладбищ в древнем мире.
Первый список археологических объектов принадлежит египетскому археологу Ахмаду Фахри (1905—1973 годы), но серьёзные археологические работы начались только в 1976 году с Сержем Сонероном, директором Французского Института восточной археологии.

### Метеоритный кинжал
В июне 2016 года появилось сообщение, в котором кинжал, похороненный вместе с фараоном Тутанхамоном, приписывался железному метеориту с аналогичными пропорциями металлов (железа, никеля и кобальта), обнаруженному вблизи и названному в честь оазиса Харга. Металл кинжала, по-видимому, был из того же метеоритного потока.